# Joan Rosàs
Joan Rosàs Xicota (Granollers, Barcelona) es un ejecutivo y escritor español especializado en relaciones internacionales. Actualmente es el director del área de Relaciones Institucionales Internacionales en CaixaBank y Director de la Oficina de Representación de la Fundación "la Caixa" en Washington DC. 
Además, es Vicepresidente de la Fundación Consejo España-Australia, del Capítulo Español de la Liga Europea de Cooperación Económica (LECE) y del Comité de Finanzas de 'Business at OCDE', así como Representante del Consejo de Administración para Relaciones Internacionales del WSBI (World Savings and Retail Banking Institute) o Instituto Mundial de Cajas de Ahorros y Bancos Minoristas.

## Carrera profesional
Rosàs es licenciado en Derecho por la Universidad de Barcelona y máster universitario en Relaciones internacionales por la Universidad George Washington. Además, es diplomado en Finanzas por la Universidad de Nueva York y doctor en Ciencias Económicas y Empresariales por la Universidad de Barcelona.
Entre 1989 y 1993 desempeño en BBVA Nueva York los cargos de director del departamento de Planificación y Control y del departamento de Mercados Emergentes. A partir de 1993, se encargaría de la internacionalización de CaixaBank con la apertura de sus Oficinas de Representación y la dirección del área de Instituciones Financieras Internacionales.
Desde sus inicios, Joan Rosàs ha colaborado activamente en instituciones culturales y sociales que promueven las relaciones internacionales y el conocimiento de los ciudadanos de diferentes ámbitos sociales. Esta labor le ha llevado a formar parte de la junta directiva del Capítulo Español del Club de Roma y a ejercer como Secretario General de la Oficina en Barcelona del Club de Roma internacional. De la misma forma, también es miembro del Patronato de la Fundación CEI International Affairs (Escuela Diplomática de Barcelona) y Patrono de Honor de la Fundación Consejo España-India.
Durante su carrera, Rosàs impartió un seminario sobre Mercados Financieros en la Facultad de Economía y Empresas de la Universidad de Barcelona durante más de 17 años, participó entre 2003 y 2004 como experto en la valoración del Plan de Acción para la Integración de los Servicios Financieros de la Comisión Europea y como ponente, a nivel internacional, en diferentes seminarios y foros sobre temas económicos.
Como escritor, ha desarrollado diferentes artículos de índole financiera y es autor del libro 'Más allá del éxito y del fracaso', una obra que versa sobre los valores como guía para la vida de las personas, donde recoge las experiencias de personalidades de éxito con las que el autor mantuvo conversaciones.